# Bart De Roover
Albert De Roover, detto Bart (Rijkevorsel, 21 agosto 1967), è un allenatore di calcio ed ex calciatore belga, di ruolo difensore, tecnico del Cappellen.

## Statistiche

### Cronologia presenze e reti in nazionale
| Cronologia completa delle presenze e delle reti in nazionale ― Belgio | Cronologia completa delle presenze e delle reti in nazionale ― Belgio | Cronologia completa delle presenze e delle reti in nazionale ― Belgio | Cronologia completa delle presenze e delle reti in nazionale ― Belgio | Cronologia completa delle presenze e delle reti in nazionale ― Belgio | Cronologia completa delle presenze e delle reti in nazionale ― Belgio | Cronologia completa delle presenze e delle reti in nazionale ― Belgio | Cronologia completa delle presenze e delle reti in nazionale ― Belgio |
| Data                                                                  | Città                                                                 | In casa                                                               | Risultato                                                             | Ospiti                                                                | Competizione                                                          | Reti                                                                  | Note                                                                  |
| --------------------------------------------------------------------- | --------------------------------------------------------------------- | --------------------------------------------------------------------- | --------------------------------------------------------------------- | --------------------------------------------------------------------- | --------------------------------------------------------------------- | --------------------------------------------------------------------- | --------------------------------------------------------------------- |
| 11-2-1997                                                             | Belfast                                                               | Irlanda del Nord                                                      | 3 – 0                                                                 | Belgio                                                                | Amichevole                                                            | -                                                                     |                                                                       |
| 29-3-1997                                                             | Cardiff                                                               | Galles                                                                | 1 – 2                                                                 | Belgio                                                                | Qual. Mondiali 1998                                                   | -                                                                     |                                                                       |
| 30-4-1997                                                             | Istanbul                                                              | Turchia                                                               | 1 – 3                                                                 | Belgio                                                                | Qual. Mondiali 1998                                                   | -                                                                     |                                                                       |
| 7-6-1997                                                              | Bruxelles                                                             | Belgio                                                                | 6 – 0                                                                 | San Marino                                                            | Qual. Mondiali 1998                                                   | -                                                                     |                                                                       |
| 11-10-1997                                                            | Bruxelles                                                             | Belgio                                                                | 3 – 2                                                                 | Galles                                                                | Qual. Mondiali 1998                                                   | -                                                                     | 65’                                                                   |
| Totale                                                                |                                                                       | Presenze                                                              | 5                                                                     |                                                                       | Reti                                                                  | 0                                                                     |                                                                       |

## Palmarès

### Giocatore

#### Competizioni nazionali
- Campionato belga: 1

Lierse: 1996-1997